# Élections municipales palestiniennes de 2004-2005
Des élections municipales palestiniennes se sont déroulées en 2005 en Cisjordanie (les premières depuis 1976) et dans la Bande de Gaza (les premières depuis 1956). Elles ont été marquées par la première participation du Hamas à un scrutin palestinien et par un succès considérable du mouvement islamiste contre le Fatah du président Mahmoud Abbas. Le Hamas remporte un tiers des conseils municipaux. Janette Khoury, membre du FPLP élue à Ramallah grâce aux voix du Hamas, est la première femme à devenir maire d'une grande ville palestinienne.
Fort de cette victoire, le Hamas choisit également de présenter une liste aux élections législatives palestiniennes de 2006. Cela amène le mouvement au pouvoir dans l'Autorité palestinienne.